# Norman (Oklahoma)
Norman ist eine Stadt rund 35 Kilometer südlich von Oklahoma City im US-Bundesstaat Oklahoma mit 128.026 Einwohnern (Stand: 2020). Norman liegt direkt am Interstate 35, der in nördlicher Richtung nach Oklahoma City und in südlicher Richtung nach Dallas führt.

## Geographie
Norman hat eine Fläche von 490,8 km². Das Stadtgebiet liegt auf etwa 350 m Höhe. Außerhalb des eigentlichen Weichbildes wird die Umgebung im Westen der Stadt von Prärie eingenommen, im Osten liegt der Stausee Lake Thunderbird, der den Little River aufstaut, in einer offenen Waldlandschaft (Cross Timbers).
|                        | Jan  | Feb  | Mär  | Apr  | Mai   | Jun   | Jul  | Aug  | Sep   | Okt  | Nov  | Dez  |   |       |
| Mittl. Temperatur (°C) | 3,3  | 5,4  | 10,2 | 15,3 | 20,6  | 24,8  | 27,6 | 27,3 | 22,8  | 16,1 | 9,9  | 4,3  | ⌀ | 15,7  |
| Mittl. Tagesmax. (°C)  | 9,3  | 12,1 | 16,9 | 21,9 | 26,2  | 30,2  | 33,5 | 33,5 | 28,9  | 22,7 | 16,1 | 10,2 | ⌀ | 21,8  |
| Mittl. Tagesmin. (°C)  | −2,8 | −1,2 | 3,6  | 8,8  | 15,0  | 19,4  | 21,8 | 21,1 | 16,6  | 9,6  | 3,6  | −1,4 | ⌀ | 9,6   |
|                        |      |      |      |      |       |       |      |      |       |      |      |      |   |       |
| Niederschlag (mm)      | 39,4 | 47,0 | 80,5 | 84,6 | 119,6 | 140,2 | 76,2 | 89,4 | 102,1 | 99,3 | 54,9 | 54,4 | Σ | 987,6 |
|                        |      |      |      |      |       |       |      |      |       |      |      |      |   |       |
| Regentage (d)          | 5    | 6    | 8    | 8    | 10    | 9     | 6    | 7    | 7     | 8    | 6    | 6    | Σ | 86    |

| −2,8 |

| −1,2 |

| 3,6 |

| 8,8 |

| 15,0 |

| 19,4 |

| 21,8 |

| 21,1 |

| 16,6 |

| 9,6 |

| 3,6 |

| −1,4 |

| −2,8 |

| −1,2 |

| 3,6 |

| 8,8 |

| 15,0 |

| 19,4 |

| 21,8 |

| 21,1 |

| 16,6 |

| 9,6 |

| 3,6 |

| −1,4 |

## Einwohnerentwicklung
| Jahr | Einwohner¹ |
| ---- | ---------- |
| 1980 | 68.020     |
| 1990 | 80.071     |
| 2000 | 96.815     |
| 2010 | 110.925    |
| 2016 | 122.180    |
| 2020 | 128.026    |

¹ 1980–2020: Volkszählungsergebnisse

## University of Oklahoma
In Norman befindet sich der Hauptcampus der University of Oklahoma (Abkürzung OU). Sie beherbergt das Sam Noble Oklahoma Museum of Natural History und das Fred Jones Jr. Museum of Art. Das Fred Jones Jr. Museum beherbergt die Weitzenhoffer-Sammlung, eine bedeutende Kunstsammlung mit Arbeiten unter anderem von Mary Cassatt, Vincent van Gogh, Paul Gauguin, Pierre-Auguste Renoir und Camille Pissarro. Darüber hinaus ist das National Weather Center Teil der OU, das sich unter anderem mit der Erforschung von Wirbelstürmen beschäftigt und verschiedene Institute der NOAA einschließt.

## Schulen
Neben den 20 öffentlichen Grund- und Mittelschulen Normans werden die Jugendlichen der Stadt auf zwei High Schools verteilt: Norman High School und Norman North High School, von welchen letztere die neuere ist.

## Sport
Die Football-Mannschaft der OU spielt in der leistungsstarken Big 12 Conference und hat mehrere Collegemeisterschaften gewonnenen, u. a. im Jahr 2000. Erklärter Erzfeind des OU-Teams ist das Team der University of Texas (UT). Spielt OU gegen UT, so findet das Spiel in Dallas statt.
Der Spitzname der nach dem Oklahoma Land Run von 1889 benannten Mannschaft ist „Sooners“; ihre Farben sind – den Farben der Universität entsprechend – dunkelrot und weiß, wobei das Maskottchen der „Sooner Schooner“ ist.
Im Ort gibt es die Bart Conner Gymnastics Academy von Bart Conner und Nadia Comaneci.

## Städtepartnerschaften
Partnerstädte von Norman sind
- Clermont-Ferrand, Frankreich
- Colima, Mexiko
- Seika, Japan
- Arezzo, Italien

## Personen
- Karl Guthe Jansky (1905–1950), Physiker und Radioingenieur, entdeckte die Radiostrahlung unserer Galaxis
- Helen Tappan Loeblich (1917–2004), Mikropaläontologin und Foraminiferen-Forscherin
- Jack Garner (1926–2011), Schauspieler und Sportler
- James Garner (1928–2014), Schauspieler
- Jerrie Cobb (1931–2019), Pilotin, Mitglied der Mercury 13
- Eugene Stanley (* 1941), Physiker
- Candy Clark (* 1947), Schauspielerin
- William R. Looney III (* 1949), General der United States Air Force
- Craig Huneke (* 1951), Mathematiker
- David Salle (* 1952), Künstler
- Vince Gill (* 1957), Country-Sänger
- Christian Kane (* 1972), Schauspieler und Country-Sänger
- Milena Govich (* 1976), Schauspielerin
- Nyambi Nyambi (* 1979), Schauspieler
- Zac Taylor (* 1983), American-Football-Spieler
- Champian Fulton (* 1985), Jazzmusikerin
- Cody Deal (* 1986), Schauspieler
- Christopher Bell (* 1994), Rennfahrer